# Spitzzange
Eine Spitzzange, Flachrundzange oder Storchschnabelzange ist eine Zange, die meist folgende Merkmale vereinigt:
- Die Spitze läuft konisch zu, der Querschnitt ist in etwa ein Halbkreis
- Die Greiffläche ist gerade und zum Greifen von Gegenständen aufgeraut (Hieb ähnlich einer Feile).
- Häufig wird die Zange mit einer Schneide kombiniert, die ähnlich wie ein Seitenschneider benutzt werden kann
- Die Spitze kann im vorderen Drittel der beiden Backen um ca. 40° gekröpft sein

Durch die spitz zulaufende Form kann zusätzlich auch in kleine Öffnungen hineingegriffen werden. Spitzzangen werden auch mit elektrisch isolierten Griffen nach einschlägigen Normen, z. B. IEC 60900, hergestellt. 